# Ringsilikate

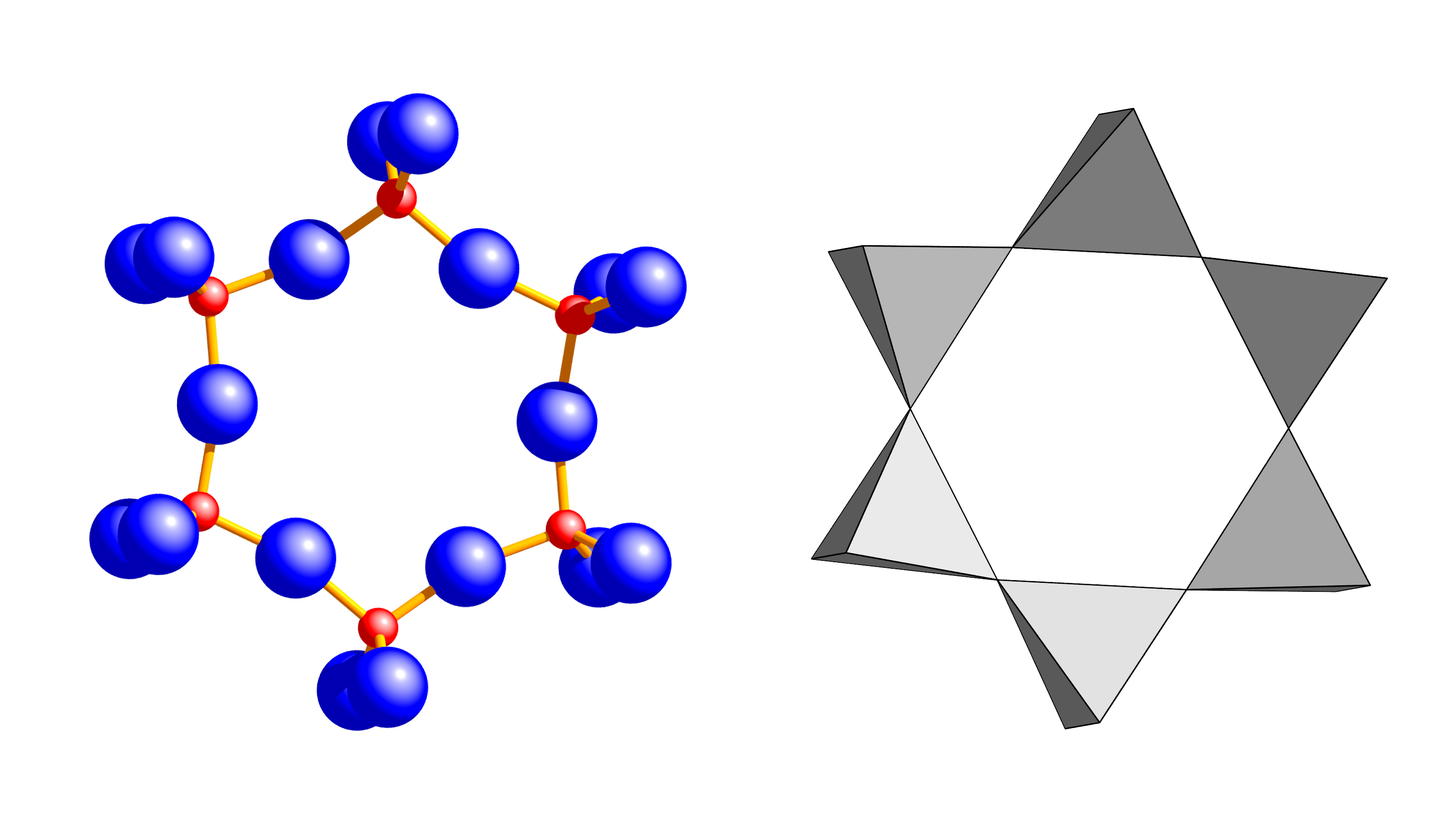
Silikatring: Darstellung der Atome links (rot: Si, blau: O) und der sich daraus ergebenden Silikattetraeder (rechts)

Als Ringsilikate (Cyclosilikate) bezeichnet man Silikate, deren Silikatanionen aus Ringen eckenverknüpfter SiO4-Tetraeder bestehen. Die Ringe liegen isoliert vor, d. h. sie sind untereinander nicht über weitere Si-O-Bindungen zu Schichten oder Gerüsten verknüpft.
Zu dieser Abteilung der Silikate zählen bedeutende Gruppen gesteinsbildender Minerale wie z. B. die Turmalingruppe und Schmucksteine wie Beryll oder Benitoit.
Die Anzahl der Silikattetraeder in den Ringen spiegelt sich oft in der Symmetrie der Kristalle wider. Dreier- und Sechser-Ringsilikate sind häufig trigonal oder hexagonal, Vierer-Ringsilikate oft tetragonal oder orthorhombisch.

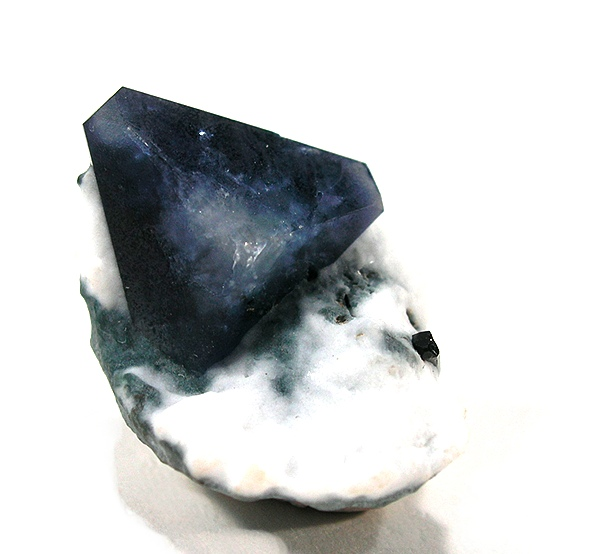
Benitoit
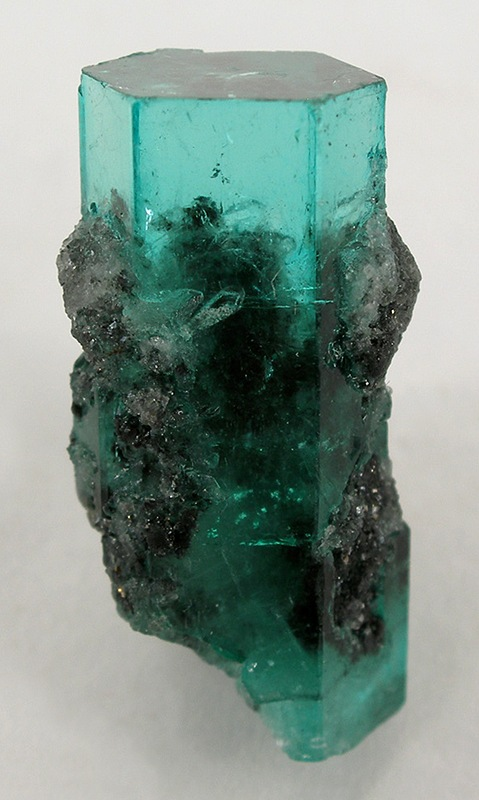
Beryll
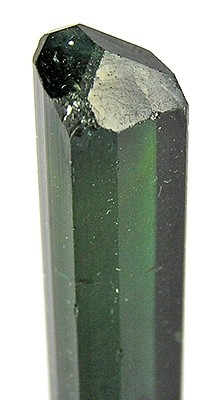
Turmalin
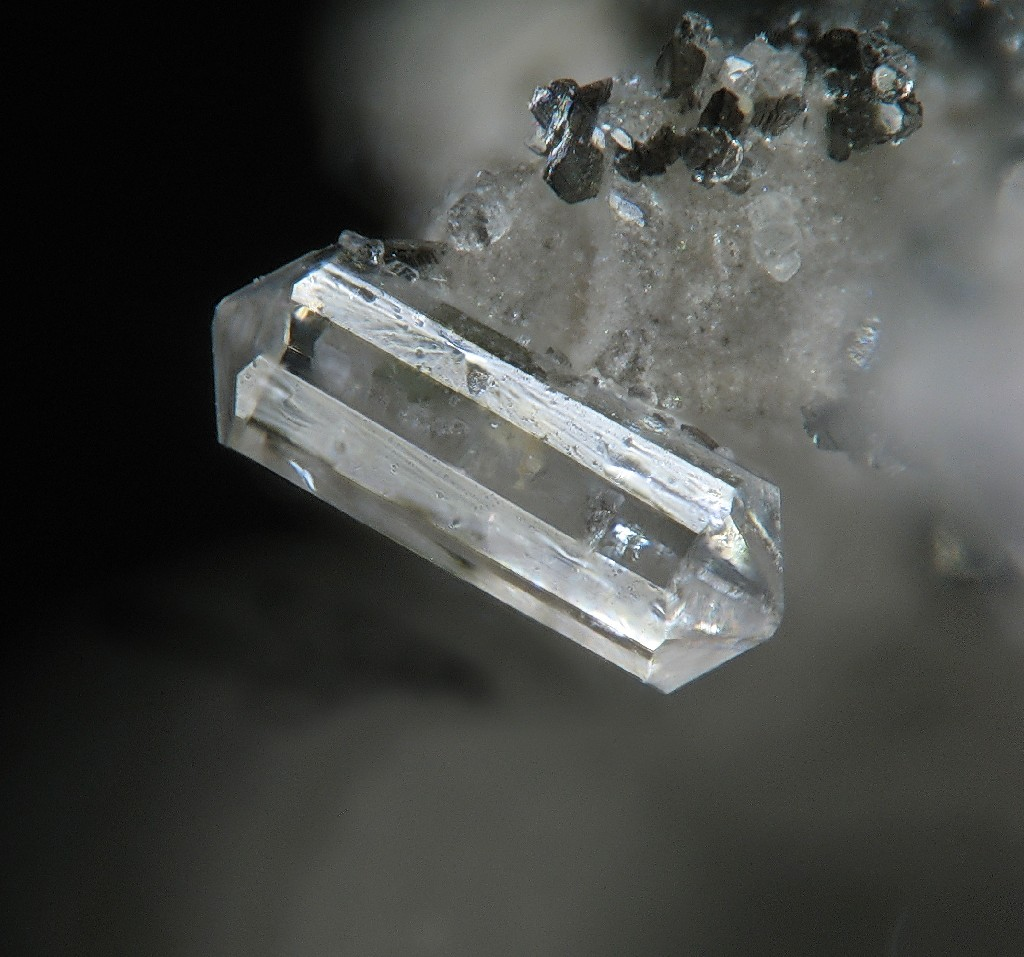
Milarit
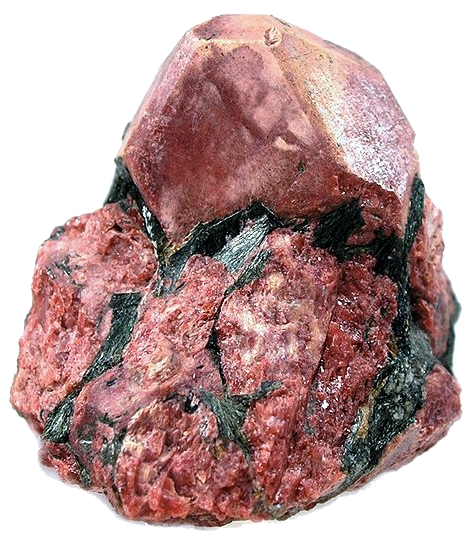
Eudialyt

## Klassifikation

### Silikatklassifikation nach Liebau
In der strukturellen Silikatklassifikation von Liebau gehören die Ringsilikate ebenso wie die Inselsilikate und Gruppensilikate zu den Silikaten mit der Dimensionalität 0. Die Ausdehnung der Silikatanionen ist in keiner Richtung (0 Dimensionen) unbegrenzt.
Liebau unterteilt die Ringsilikate anhand des Aufbaus der Silikatgruppen nach folgenden Kriterien:
Zähligkeit:

Sie gibt an, aus wie vielen Silikattetraedern die Ringe bestehen. Gezählt werden nur die SiO2-Tetraeder, die benötigt werden, um den Ring zu schließen. Weitere Tetraeder, die mit dem Ring verknüpft sind (Verzweigungen), werden nicht mitgezählt. Die Zähligkeit von natürlichen Ringsilikaten liegt meist bei 3 bis 6. Der größte bislang gefundene Silikatring eines Minerals hat eine Zähligkeit von 18 (Megacyclit).

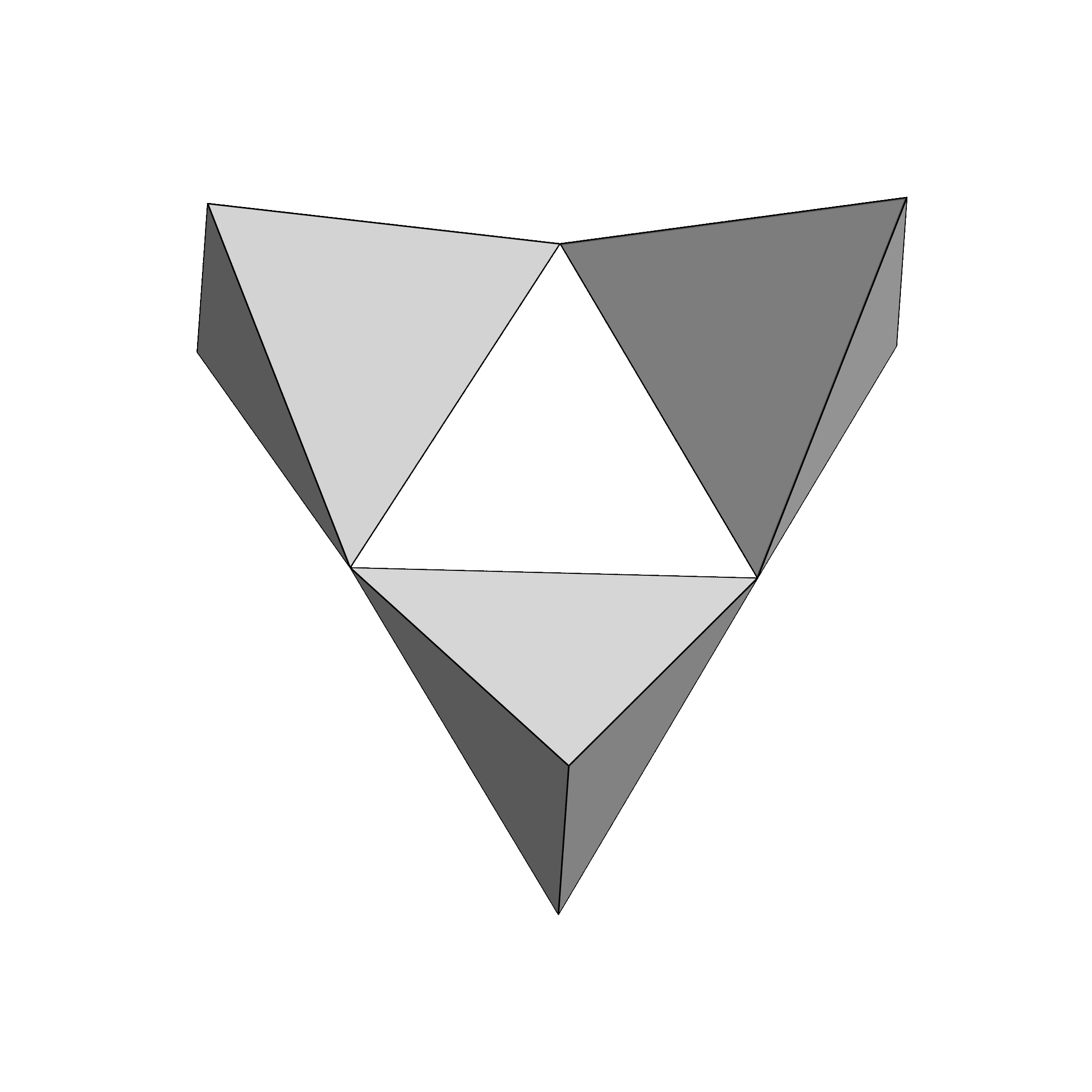
3er-Einfachring des Benitoit
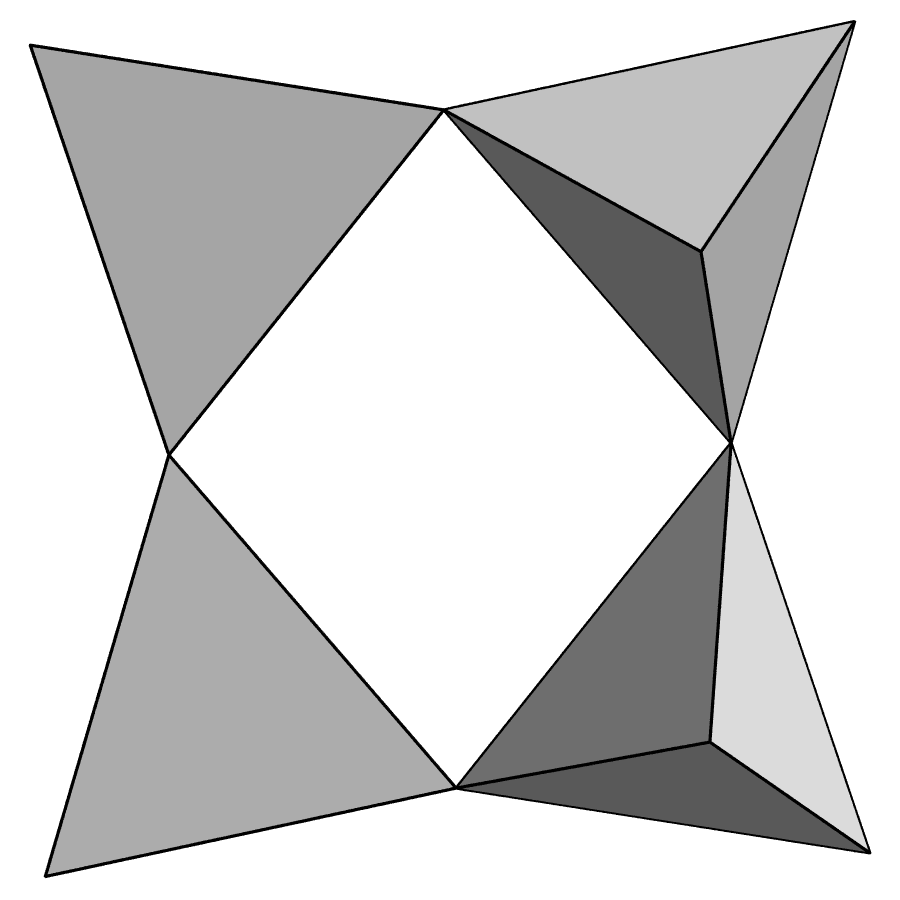
4er-Einfachring des Papagoit
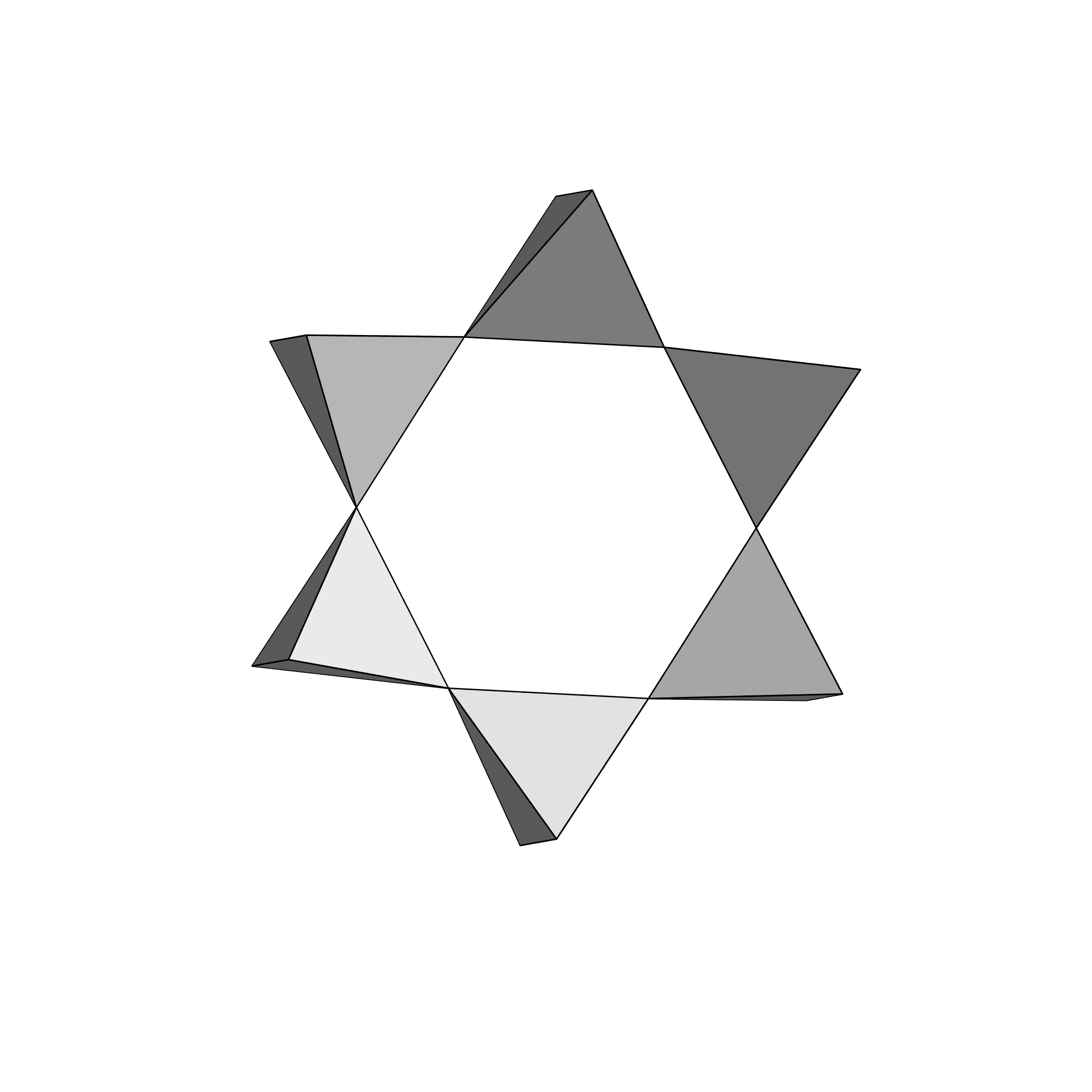
6er-Einfachring des Beryll
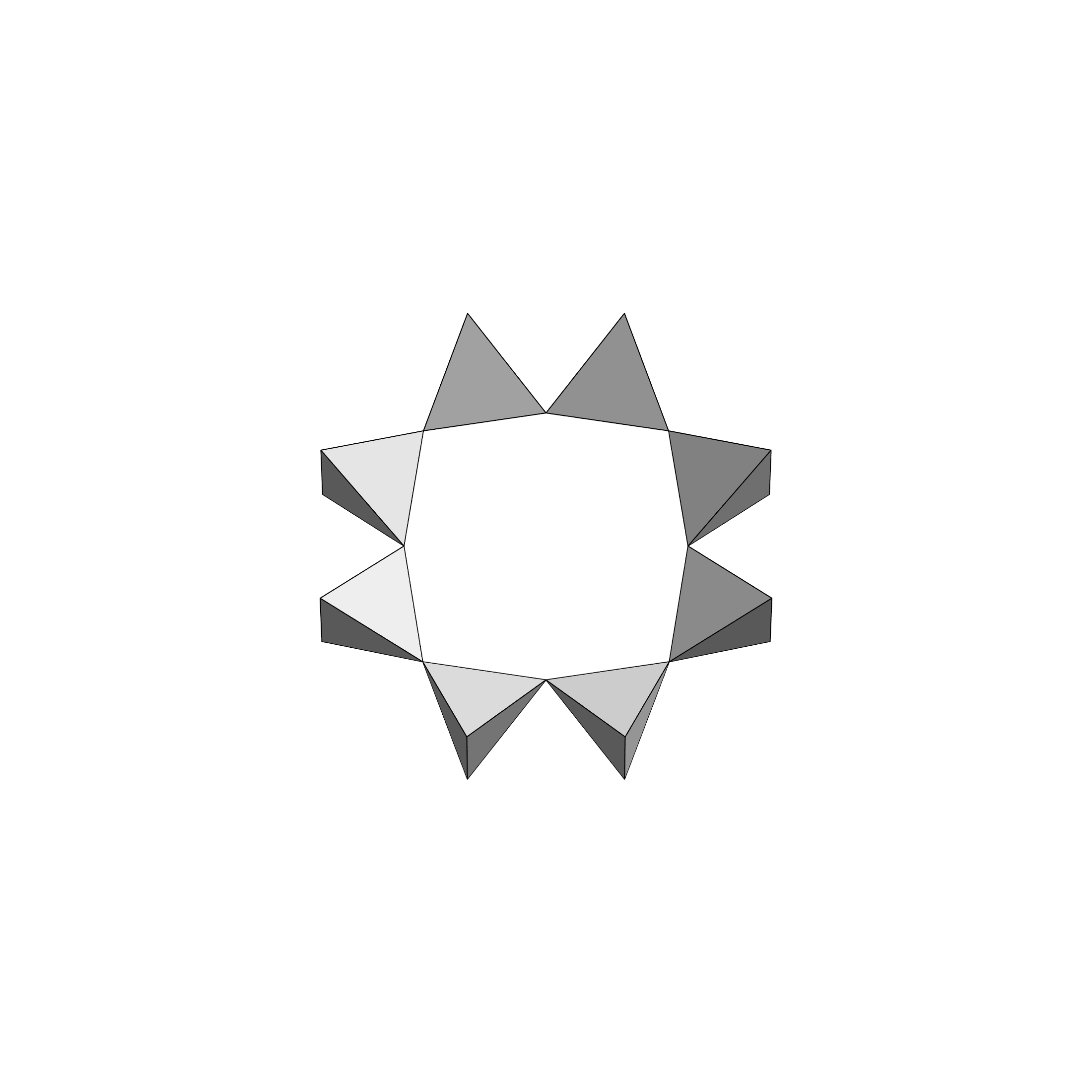
8er-Einfachring des Muirit
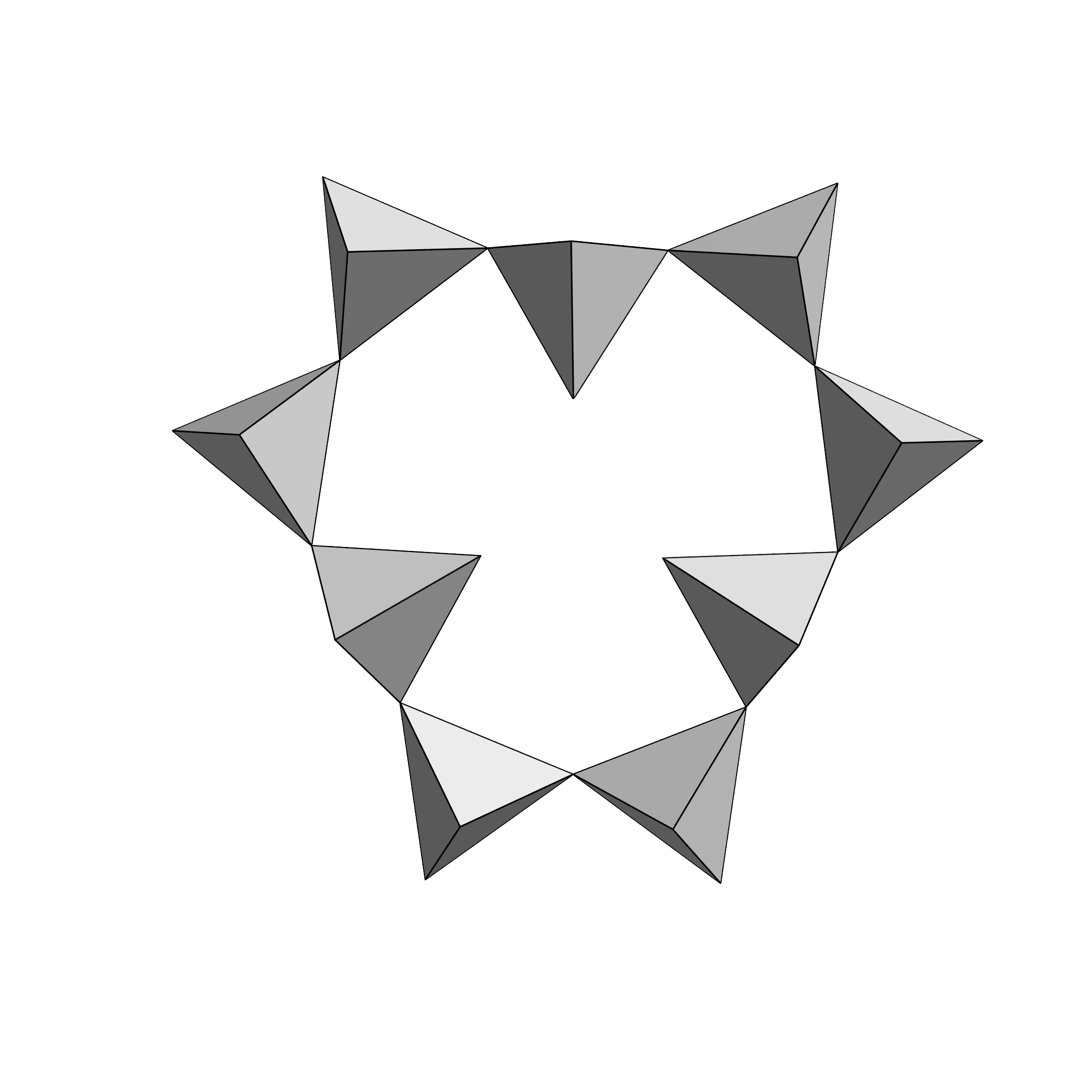
9er-Einfachring des Eudialyt
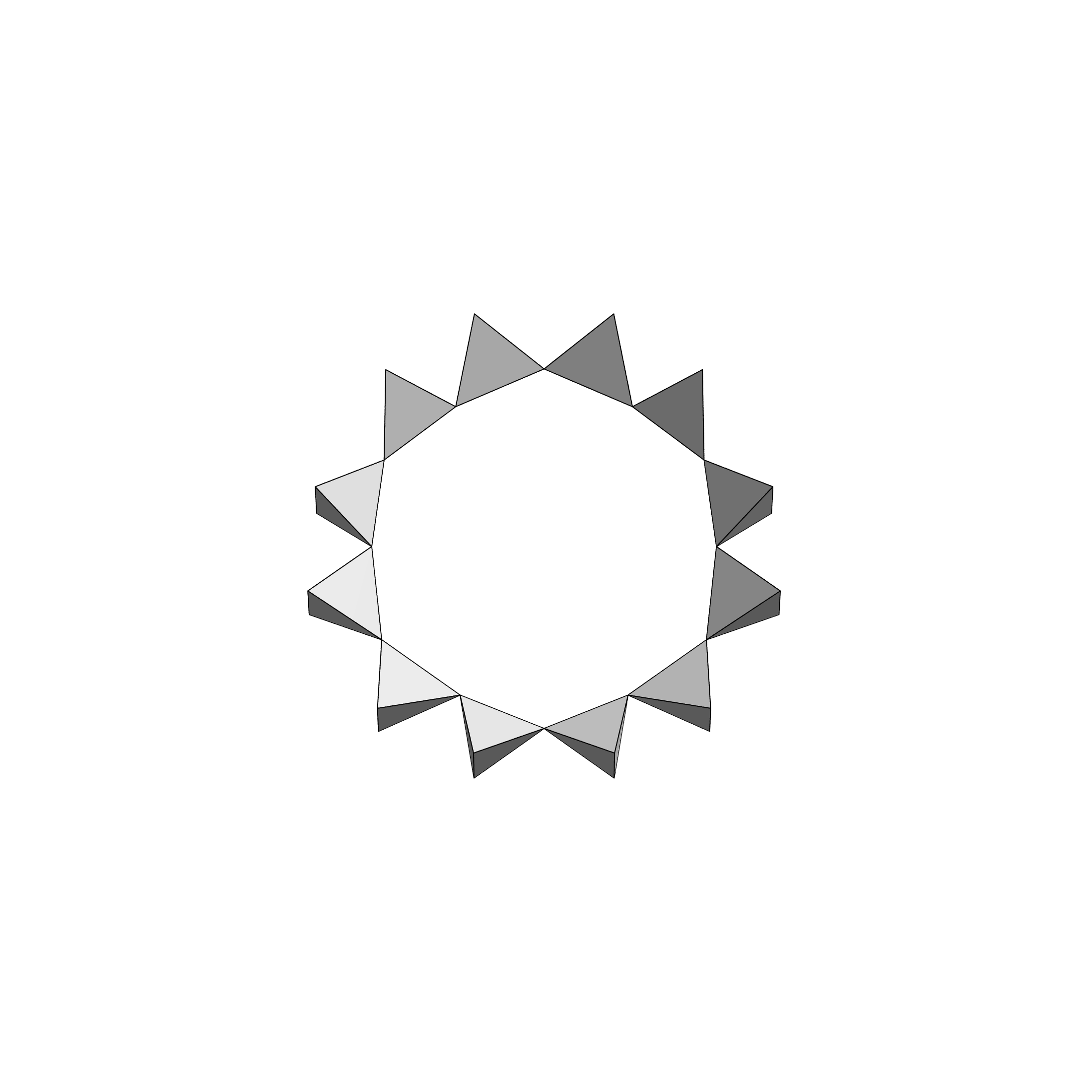
12er-Einfachring des Traskit
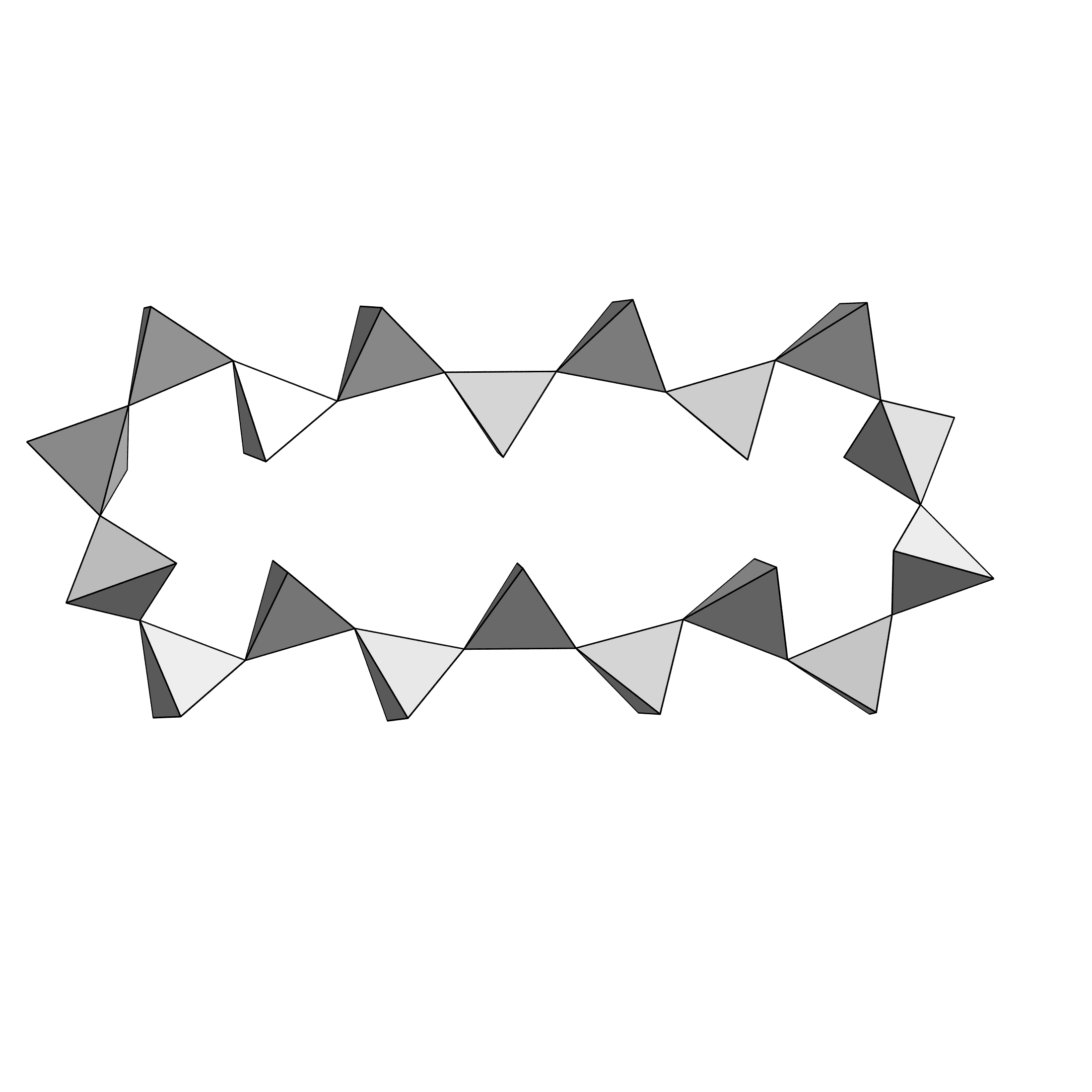
18er-Einfachring des Megacyclit

Multiplizität:

Sie gibt an, wie viele Ringe miteinander zu Mehrfachringen verknüpft sind. Bisher sind keine Ringsilikate mit einer Multiplizität >2 bekannt.

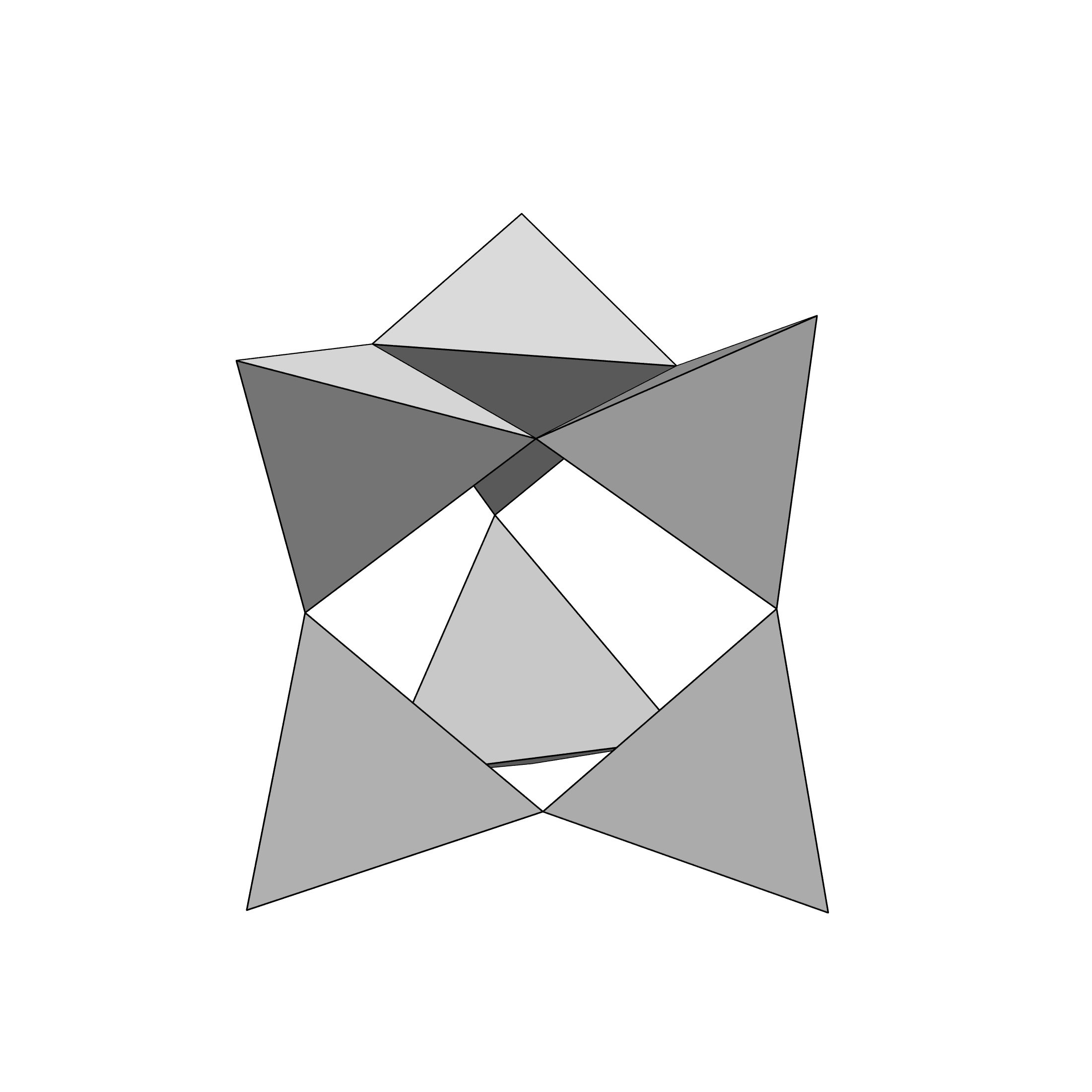
Unverzweigter 3er-Doppelring des Moskvinit
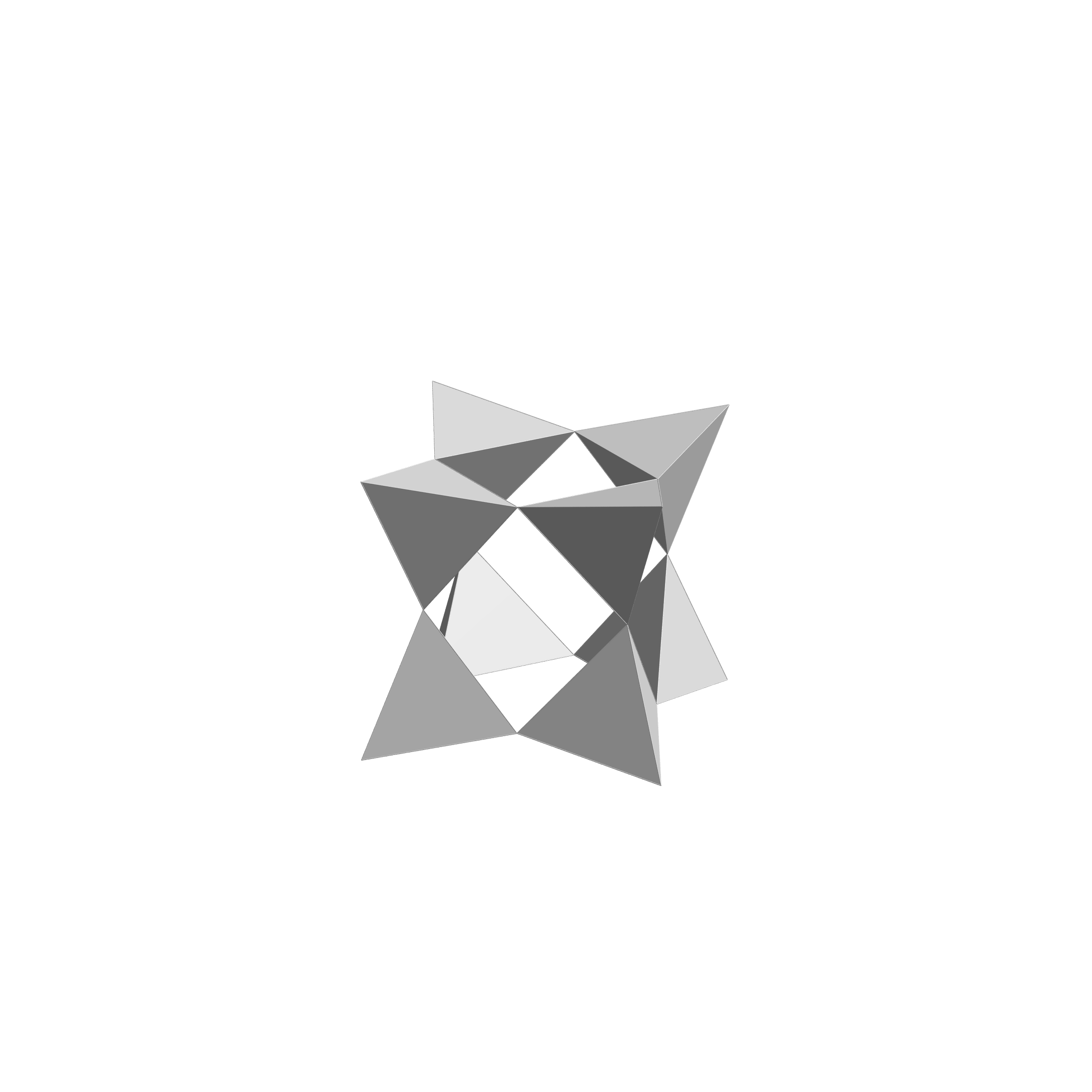
Unverzweigter 4er-Doppelring des Steacyit
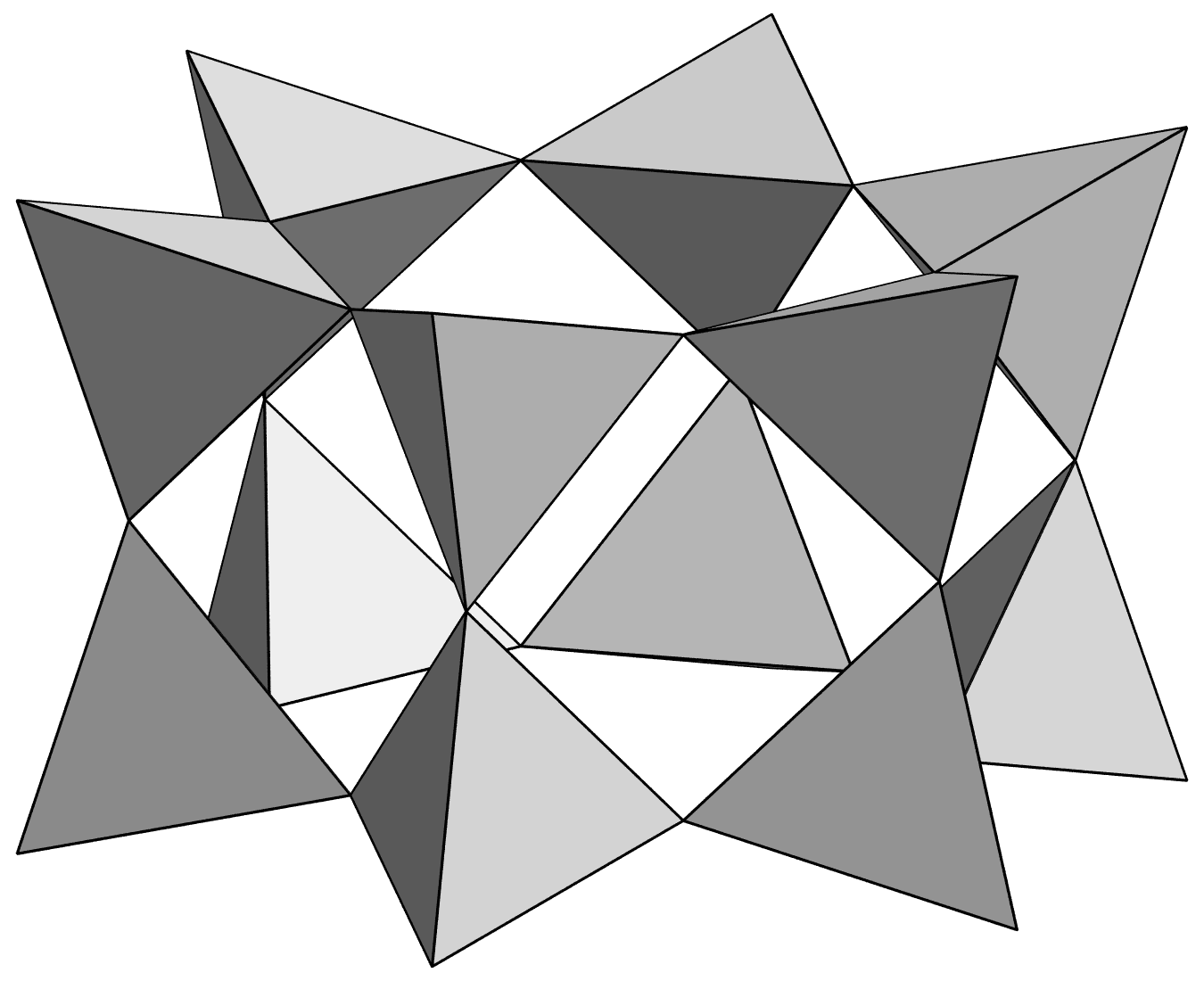
Unverzweigter 6er-Doppelring des Milarit

Verzweigung:

Sie gibt an, ob von dem Silikatring weitere SiO4-Tetraeder abzweigen. Man unterscheidet zwischen offen verzweigten Silikaten und zyklisch verzweigten Silikaten, bei denen die von der Kette abzweigenden SiO4-Tetraeder geschlossene Ringe formen.

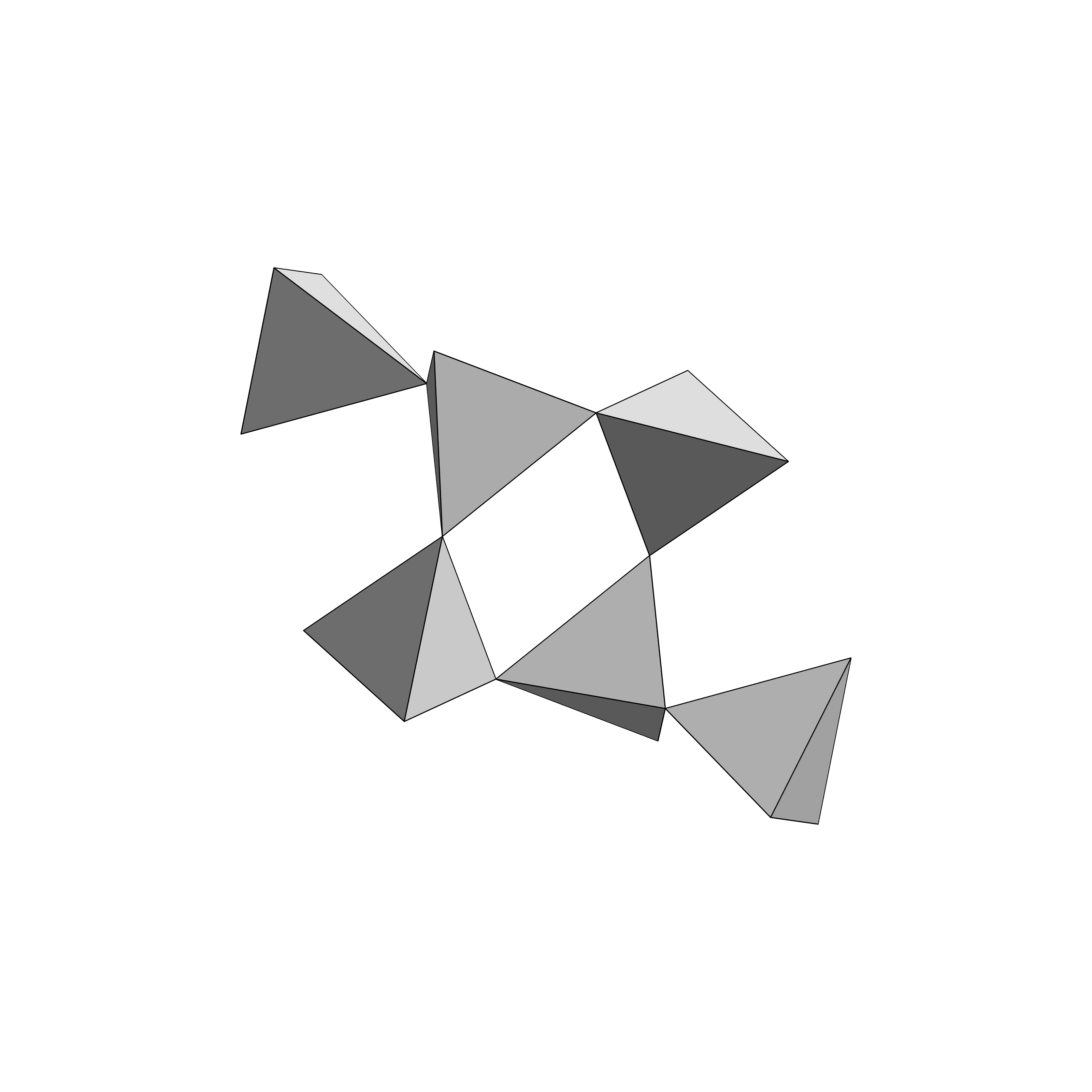
Offen verzweigter 4er-Einfachring des Eakerit
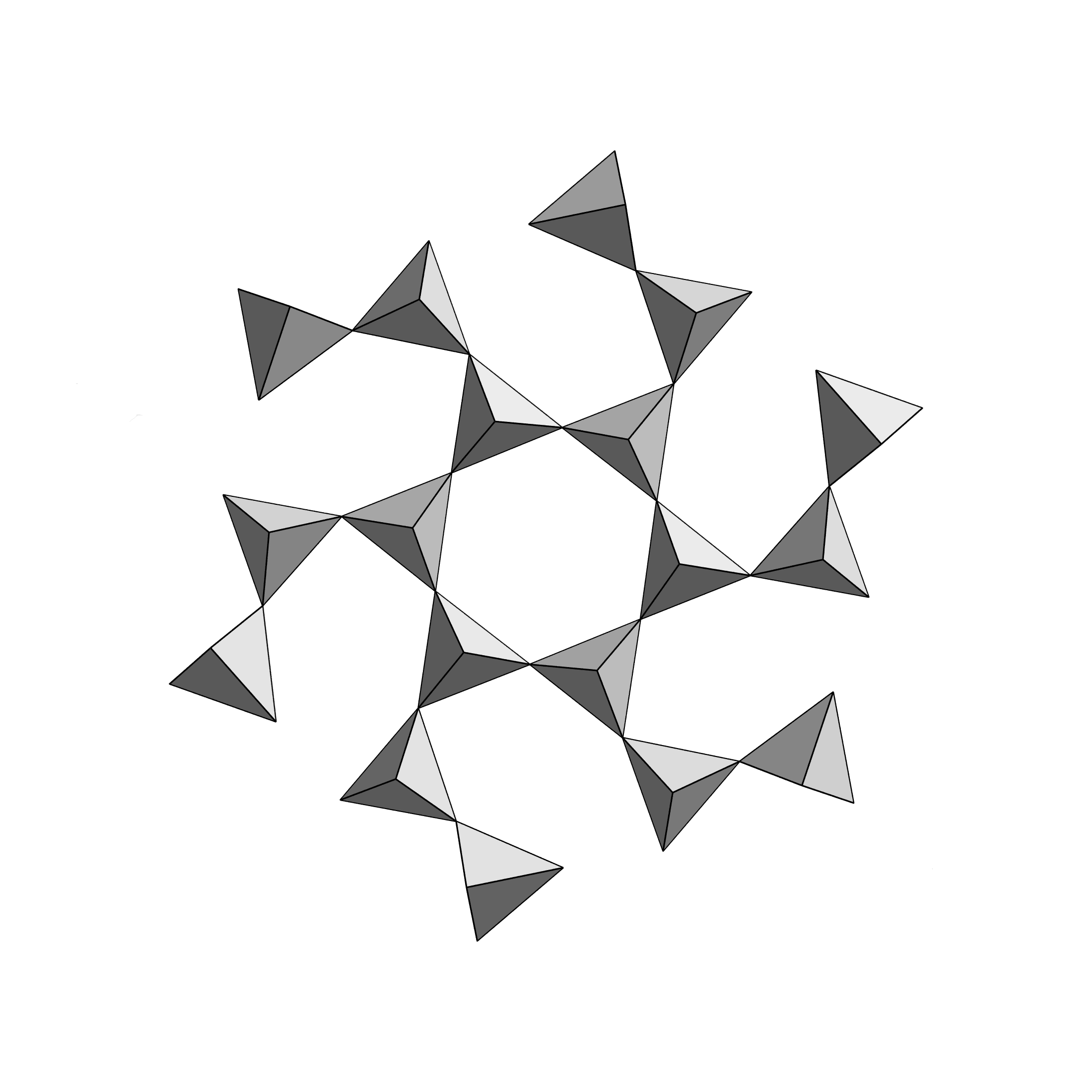
Offen verzweigter 6er-Einfachring des Tienshanit

gemischte Silikatanionen:

Einige Ringsilikate enthalten neben dem Silikatring noch weitere isolierte Silikatanionen. Diversilit-(Ce) z. B. enthält neben einem Silikat-Dreierring noch eine SiO3OH-Inselsilikatgruppe, Strakhovit einen Viererring und ein Si2O7-Gruppensilikatanion.

### Strunz
Die 9. Auflage der Strunzschen Mineralogischen Tabellen baut auf der Silikatklassifikation von F. Liebau auf und gliedert die Abteilung der Ringsilikate (09 C) primär nach der Größe der Ringe (Zähligkeit), dann nach der Ring-Multiplizität und -Verzweigung und schließlich nach dem Auftreten weiterer isolierter Anionenkomplexe.
- 9.CA [Si3O9]6− Dreier-Einfachringe ohne inselartige, komplexe Anionen
- 9.CB [Si3O9]6− Dreier-Einfachringe mit inselartigen, komplexen Anionen
- 9.CD [Si3O9]6− Dreier-Doppelringe
- 9.CE [Si4O12]8− Vierer-Einfachringe ohne inselartige, komplexe Anionen
- 9.CF [Si4O12]8− Vierer-Einfachringe mit inselartigen, komplexen Anionen
- 9.CG [Si4O12]8− Verzweigte Vierer-Einfachringe
- 9.CH [Si4O12]8− Vierer-Doppelringe
- 9.CJ [Si6O18]12− Sechser-Einfachringe ohne inselartige, komplexe Anionen
- 9.CK [Si6O18]12− Sechser-Einfachringe mit inselartigen, komplexen Anionen
- 9.CL [Si6O18]12− Verzweigte Sechser-Einfachringe
- 9.CM [Si6O18]12− Sechser-Doppelringe
- 9.CN [Si8O24]16− Achter-Ringe
- 9.CO [Si9O27]18− Neuner-Ringe
- 9.CP Zwölfer- und größere Ringe.

### Dana
Auch die vorwiegend im englischsprachigen Raum gebräuchliche Systematik der Minerale nach Dana ordnet die Ringsilikate zunächst nach Größe der Ringe und anschließend nach dem Auftreten weiterer isolierter Anionenkomplexe.
- 59. Ringsilikate (Cyclosilikate) mit Dreierringen
- 60. Ringsilikate mit Viererringen
- 61. Ringsilikate mit Sechserringen
- 62. Ringsilikate mit Achterringen
- 63. Ringsilikate mit kondensierten Ringen
- 64. Ringsilikate: Ringe mit anderen Anionen und insularen Silikatgruppen.